# Gerhard Oberschlick
Gerhard Oberschlick (geboren am 30. August 1942 in Irschen) ist ein österreichischer Publizist, der von 1985 bis 1995 Herausgeber der Zeitschrift FORVM war.

## Leben
Nach dem humanistischen Gymnasium in Klagenfurt studierte er an der Universität Wien Germanistik, Theaterwissenschaft und Philosophie. 1966/67 redigierte er die Zeitschrift der Österreichischen Hochschülerschaft en face und war bis 1969 Buchhalter dreier Universitätsinstitute sowie Sekretär von Erich Heintel. 1969 überwarf er sich mit diesem, u. a. wegen dessen Befürwortung der Todesstrafe und des Vietnamkrieges, kündigte an der Universität und trat in Verlag und Redaktion der Zeitschrift NEUES FORVM ein, wo er das von Wilfried Daim initiierte und von Günther Nenning dominierte Volksbegehren zur Auflösung des österreichischen Bundesheeres organisierte. Dieses erregte höchste Aufregung und Empörung in konservativen Kreisen und gilt als wichtiges Aushängeschild, wenn nicht Nachholung der 68er-Bewegung in Österreich. Das Volksbegehren wurde zwar Anfang 1970 angemeldet und es wurden auch die erforderlichen 30.000 Unterschriften für die Durchführung gesammelt. Zu einer Einreichung kam es freilich nie, einerseits weil Bruno Kreisky mit seinem Slogan Sechs Monate sind genug! die Nationalratswahl am 4. März 1970 gewonnen und den Wehrdienst (zwar nicht auf 6, sondern auf 8 Monate) verkürzt hatte; andererseits weil Günther Nenning (als „Zustellungsbevollmächtigter“) und die anderen Initiatoren eine peinliche Minderheitenfeststellung befürchteten. Die Volksbegehrens-Bestrebungen waren für Friedrich Torberg der Anlass, mit der von ihm mitgegründeten Zeitschrift öffentlich zu brechen: „Das ‚Neue FORVM‘ ist die Zeitschrift, gegen die das alte gegründet wurde.“
Zwischen 1971 und 1975 Mitorganisator von Friedrich Guldas erstem Musikforum Ossiacher See sowie der Symposien zur Zukunft von Wissenschaft und Technik in Österreich und Energieforschung, redigierte er, teils gemeinsam mit Marietta Torberg, die beiden Symposiumsberichte, bespielte das Metro-Kino u. a. mit dem Happening Gebrauchsanleitung für die Bühne und arbeitete als Dramaturg für Dieter Haspels Cafétheater.
1975 kehrte er als Verlagsleiter ins NEUE FORVM zurück, war 1982/83 dessen Blattmacher und ab Herbst 1986 Eigentümer, Herausgeber und Verleger des FORVM, das er Ende 1995 einstellen musste. Die Zeitschrift war in den Jahren seiner Herausgeberschaft durch Gesellschaftskritik, Antifaschismus und das Engagement für Menschenrechte geprägt. Gerichtliche Auseinandersetzungen mit einem Generalsekretär der FPÖ sowie deren Parteichef Jörg Haider wegen ihren rassistischen und NS-nostalgischen Äußerungen führten zu Verurteilungen der Republik Österreich durch den Europäischen Gerichtshof für Menschenrechte (EGMR) wegen Verletzung der Meinungsfreiheit und in der Folge – durch die prozessrechtliche Neueinführung der „Erneuerung des Strafverfahrens“ – zur Bindung des österreichischen Obersten Gerichtshofes an Entscheidungen des EGMR, wodurch dieser im Bereich der Europäischen Menschenrechtskonvention für Österreich die Funktion eines Ersatz-Verfassungsgerichtshofes erhielt.
Seit 1992 betreut Oberschlick den Nachlass von Günther Anders, 1995 fungierte er – gemeinsam mit Freda Meissner-Blau – als Vorsitzender des Ersten österreichischen Menschenrechtstribunals 50 Jahre Zweite Republik – 50 Jahre Unterdrückung von Lesben und Schwulen im Republikanischen Club – Neues Österreich in Wien. Seit 2000 redigiert er eine Internetausgabe des FORVM, wo alle Beiträge der 42 Jahrgänge (1954–1995) nach und nach eingepflegt werden und in freier Folge neue erscheinen.
2022 erhielt er gemeinsam mit Meral Şimşek den Theodor-Kramer-Preis für Schreiben im Widerstand und im Exil.

## „Trottel“-Urteil
Am 7. Oktober 1990 hielt Jörg Haider eine Rede am Ulrichsberg, wo Gedenkfeiern für gefallene Soldaten der Wehrmacht und der Waffen-SS stattfanden. Haider behauptete, dass alle am Zweiten Weltkrieg teilnehmenden Soldaten für Frieden und Freiheit gekämpft hätten. „Geistige Freiheit“ sei „in einer Demokratie etwas Selbstverständliches“, sie finde aber „dort ihre Grenzen, wo Menschen jene geistige Freiheit in Anspruch nehmen, die sie nie bekommen hätten, hätten nicht andere für sie den Kopf hingehalten, dass sie heute in Demokratie und Freiheit leben können“.

Oberschlick schrieb daraufhin in FORVM: 
„Ich werde Jörg Haider erstens keinen Nazi nennen, sondern zweitens einen Trottel. Dies rechtfertige ich wie folgt: Einleuchtend hat Peter Michael Lingens argumentiert und mich überzeugt, dass es Jörg Haider eher nütze, wenn man ihn einen Nazi nennt. So bitte ich meine FreundInnen um Vergebung, dass ich diese Benennung schon aus so gutem Grund unterlasse. [...] Da er selber nie das Glück gehabt hatte, im Ehrenkleid der SS oder Wehrmacht dienen zu dürfen, also sich selbst zugleich mit der überwiegenden Mehrheit der Österreicher von allem Freiheitsgebrauche ausschließt, ist er in meinen Augen ein Trottel.“
Zwei Instanzen verurteilten Oberschlick wegen Beleidigung. Vor dem Europäischen Gerichtshof für Menschenrechte (EGMR) in Straßburg bekam Oberschlick jedoch Recht. Das Gericht sah „keineswegs einen grundlosen persönlichen Angriff“ auf Jörg Haider. Der Beleidigung sei eine Provokation Haiders vorausgegangen; deshalb sei es „verhältnismäßig“ gewesen, Haider als „Trottel“ zu bezeichnen.

## Schriften
- (Hrsg. gemeinsam mit Marietta Torberg): Die Zukunft von Wissenschaft und Technik in Österreich. Europa Verlag, Wien 1973.
- (Hrsg.): FORVM, Internationale Zeitschrift für kulturelle Freiheit, politische Gleichheit und solidarische Arbeit, Heft 387–394 bis 499–504 (30. September 1986 bis 6. Dezember 1995). Wien, ISSN 0028-3622.
  - (Hrsg.): FORVM 1987–1995. In: Reprint FORVM 1954–1995. Ueberreuter, Wien 2004, ISBN 3-8000-3963-X.
- (Hrsg.): Günther Anders: Obdachlose Skulptur. Über Rodin. Aus dem Englischen von Werner Reimann. Beck, München 1994, ISBN 3-406-37450-6.
  - (Hrsg.): Günther Anders: Obdachlose Skulptur. Über Rodin. Aus dem Englischen von Werner Reimann. Edition PEN Bd. 137, Löcker Verlag, Wien 2019, ISBN 978-3-99098-024-8.
- Lob der Unangenehmheit. „Über einen Fehler unserer Tugend“ und seine Wiederholung – „Ja oder nein?“ Vortrag über Günther Anders im Wiener Begleitprogramm zur Wehrmachtsausstellung des  Hamburger Instituts für Sozialforschung 1995. Volltext in: FORVM online
- (Hrsg.): Günther Anders, Über Heidegger. Mit einem Nachwort von Dieter Thomä und zwei Übersetzungen von Werner Reimann. Beck, München 2001, ISBN 3-406-48259-7.
- (Hrsg.): Günther Anders: Die Kirschenschlacht. Dialoge mit Hannah Arendt. Mit einem Essay von Christian Dries: Günther Anders und Hannah Arendt – eine Beziehungsskizze. Beck, München 2011, ISBN 978-3-406-63278-5.
- (Hrsg.): Günther Anders: Die molussische Katakombe. Roman. Zweite, erweiterte Auflage. Mit Apokryphen und Dokumenten aus dem Nachlass sowie einem neuen Nachwort des Herausgebers. C. H. Beck, München 2012, ISBN 978-3-406-60024-1.
- Nicht genügend kontrovers. Warum aus Günther Anders’ Nachlass nichts im „Tumult“ erscheint. In: sans phrase. Zeitschrift für Ideologiekritik. Heft 6, Frühjahr 2015, ISSN 2194-8860, S. 233–241 (Inhaltsverzeichnis des Heftes); Volltext in: FORVM online , (abgerufen am 7. April 2025).
- Nah und fern Günther Nenning. In: Helmut Reinalter (Hrsg.): Günther Nenning. Journalist, Schriftsteller, politischer Querdenker und religiöser Sozialist. (= edition pen. 125). Löcker, Wien 2019, ISBN 978-3-85409-980-2. Volltext in: FORVM online , (abgerufen am 7. April 2025).
- Rudolf Burger Austrokopernikus. Kein Nachruf (zu dessen: Die Irrtümer der Gedenkpolitik). In: FORVM, LXVIII. Jahr, IV. Sonderausgabe, Wien, Mai/Juni 2021. Volltext in: FORVM online , (abgerufen am 7. April 2025).
- (Hrsg.): Günther Anders: Visit Beautiful Vietnam. ABC der Aggressionen (damals wie heute). Erweiterte Neuedition mit dem Nachwort von Bernd Greiner: Zur Aktualität von Günther Anders. Europäische Verlagsanstalt, Hamburg 2023, ISBN 978-3-86393-161-2.